# Henrique Abranches
Henrique Abranches, (Lisboa, 29 de setembre de 1932 - Sud-àfrica, 5 de febrer de 2004), fou un escriptor angolès.

## Biografia
Nascut a Lisboa en setembre de 1932, marxà amb la seva família a Angola després de la Segona Guerra Mundial el 1947. A Sá da Bandeira (actual Lubango) inicià la seva activitat política, literària, en pintura i estudis etnogràfics. Més tard, ja a Luanda, va escriure principalment poesia i texts d'etnologia per la Societat Cultural d'Angola i per la revista de l'Associação dos Naturais de Angola, aleshores dirigida per António Jacinto.
Presoner de la PIDE, a la presó va escriure un esbós del seu primer llibre A Konkhava de Feti, que aconseguí fer sortir del país. Fou enviat a Lisboa amb residència fixa, on col·labora amb la Casa dos Estudantes do Império on va alternar la literatura amb les activitats polítiques. fou membre fundador de la União dos Escritores Angolanos i de la UNAP (União Nacional dos Artistas Plásticos), de la que en fou president. Amb Pepetela va fundar el Centre d'Estudis Angolesos a Alger, on va treballar en un llibre sobre la història d'Angola. Després de la independència, es va comprometre amb la intervenció cultural. Va ser professor d'educació superior, a més de ser poeta, escriptor de ficció, assagista i dramaturg
Les seves obres A Konkhava de Feti i O Clã de Novembrino (em tres volums) foren guardonades amb el Premi Nacional de Literatura el 1981 i 1990. Després es va dedicar a difondre l'art del còmic. Va morir a Sud-àfrica en 2004 degut a un accident vascular cerebral.

## Obres
- História de Angola
- A konkhava de Feti
- O clã de novembrino
- Misericórdia para o Reino de Congo
- Sobre o feiticismo, 1978
- Reflexões sobre Cultura Nacional, 1980
- Sobre os Bassolongos, Arqueologia da Tradição Oral, 1991
- Os Bocaneiros do KK, 1989,
- Jornal de Mankiko, 1993
- Tchoya, 2013